# 比企能本
比企 能本（ひき よしもと、建仁2年（1202年）- 弘安9年2月15日（1286年3月11日））は、鎌倉時代前期の僧。比企能員の末子。法名は日学妙本。比企大学三郎能本。

## 経歴
建仁3年（1203年）、鎌倉幕府における比企氏と北条氏の対立による比企能員の変で父能員と一族が滅ぼされるが、能員の妻妾と2歳の男子は助命され、和田義盛に預けられたのちに安房国へ配流となった（『吾妻鏡』）。
『新編鎌倉志』によれば、生き残った能本は伯父の伯蓍上人に匿われて出家し、都で順徳天皇に仕え、承久の乱後に順徳天皇の佐渡島配流に同行した。のちに四代将軍藤原頼経の御台所となった姪の竹御所の計らいによって、鎌倉に戻ったという。建長5年（1253年）、能本は日蓮に帰依する。
竹御所死後にその菩提を弔うため、比企ヶ谷に法華堂を創建し、のちの妙本寺の前身となる。文応元年（1260年）、北条政村の娘が比企氏の怨霊に取り憑かれるという事件があり、妙本寺の境内にある蛇苦止堂は政村の建立であるという。妙本寺は当初竹御所の法華堂として始まり、文応の事件によって北条氏により比企氏の怨霊供養として法華堂が建てられ、比企一族の菩提寺となったと見られる。